# Anancylus
Anancylus es un género de escarabajos longicornios.

## Especies
- Anancylus albofasciatus (Pic, 1925)
- Anancylus arfakensis Breuning, 1959
- Anancylus basalis Gahan, 1906
- Anancylus birmanicus Breuning, 1935
- Anancylus calceatus J. Thomson, 1864
- Anancylus griseatus (Pascoe, 1858)
- Anancylus latus Pascoe, 1865
- Anancylus malasiacus Breuning, 1982
- Anancylus mindanaonis Breuning, 1968
- Anancylus papuanus Breuning, 1976
- Anancylus socius Pascoe, 1865
- Anancylus vivesi Breuning, 1978